# 134087 Symeonplatts
134087 Symeonplatts este o planetă minoră (asteroid) din centura de asteroizi. A fost descoperită pe 9 decembrie 2004 la Catalina Station⁠(d) de Catalina Sky Survey. 
Obiectul prezintă o orbită caracterizată de o semiaxă mare de 2,6537694242353 UAi, o excentricitate de 0,11, o înclinație de 2,4 ° în raport cu ecliptica.